# Робот Джокс
«Робот Джокс» (англ. Robot Jox) — американський фантастичний постапокаліптичний фільм 1990 р. режисера Стюарта Гордона. У головних ролях: Гері Ґрегем, Енн-Марі Джонсон і Пол Косло. Сценарій написаний у співавторстві з письменником-фантастом Джо Галдеманом.
Сюжет фільму оповідає про Ахілла — пілота гладіаторського робота, котрому належить вирішити територіальний спір шляхом поєдинку проти завідомо нечесного суперника.
Основні зйомки закінчилися у Римі в 1987 році, але банкрутство компанії відклало вихід фільму на екрани до 1990 р. Він заробив $1 272 977, не зумівши окупити собівартість свого виробництва в кінотеатрах. Фільм отримав негативні критичні реакції і малу увагу аудиторії після його перших театральних перспектив, але згодом став відомий як рідкісний приклад жанру меха в західному кінематографі.

## Сюжет
П'ятдесят років тому закінчилася ядерна війна, що ледь не знищила людство. Задля збереження миру тепер усі територіальні суперечки між націями вирішуються шляхом поєдинків гігантських бойових роботів, якими керують найкращі бійці світу. Це видовище збирає багато глядачів, тож пілоти знамениті. Проамериканський Західний Ринок готується до сутички за Аляску з Сибірською Конфедерацією. На початку фільму пілот Конфедерації Александр вражає і добиває Геркулеса, одного з найкращих пілотів Західного Ринку. Александр кидає виклик пілотові Ахіллу, для якого наступний бій є десятим і останнім за контрактом.
Ринок готує для свого робота секретну зброю дальнього бою — зелений лазер, проте в ході поєдинку з'ясовується, що Конфедерація знає про це та розробила засіб захисту. Роботи переходять у ближній бій і Александр запускає в Ахілла ракетну рукавицю, що заборонено правилами. Рукавиця летить у глядацьку трибуну, Ахілл закриває її своїм роботом, але від удару той падає на трибуну, гине три сотні глядачів. Конференція Незалежних суддів постановляє, що бій закінчився внічию. Коли Ахілл відмовляється від подальших боїв, Ринок відбирає пілота серед людей «вирощених з пробірки», генетично модифікованих аби бути вправними бійцями. У змаганні серед них перемагає дівчина Афіна, в яку закоханий Ахілл.
Побоюючись витоку інформації, технічний консультант доктор Мацумото записує особисто для Ахілла інструкцію до нової зброї. Той прослухає її безпосередньо перед сутичкою. До нього прибуває колишній бойовий консультант Ахілла, ветеран і герой Західного Ринку Текс Конвей з вимогою дати інструкцію. Доктор Мацумото викриває, що Конвей зрадник, який у битві за Камбоджу «випадково» поцілив у єдине вразливе місце робота Конфедерації. Конвей роззброює Мацумото, але доктор потайки вмикає відеокамеру і викликає Конвея на відверту розмову. Конвей холоднокровно пристрілює Мацумото і видає за зрадника його самого.
Вражена Афіна робить ін'єкцію снодійного Ахіллу і замикає його у власній квартирі. Вона заволодіває управлінням робота та виходить на арену замість нього. При прослуховуванні нею інструкції Мацумото випливає кошмарна сцена із зізнанням Текса і вбивством доктора. Викритий зрадник стрибає в провал. Секретна зброя за командою Афіни засліплює Александра, він збиває з ніг її робота і, незважаючи на втрату однієї руки, гамселить. Судді присуджують перемогу Конфедерації, але конфедерат розбиває машину суддів і атакує кабіну противника. Ахілл прибуває на арену та замінює Афіну. Йому вдається ввімкнути реактивні двигуни робота, змусивши противника до повітряного бою. Робот однак скоро падає і продовжує бій, трансформувавши пошкоджені ноги в гусениці. Александр майже долає Ахілла та готується розпиляти його пилкою, схованою в свого робота між ногами. Проте Алілл запускає в Александра рукавицю, яку в нього відпиляла Афіна. Втративши роботів, пілоти виходять з кабін і продовжують бій голіруч, поки Ахілл не переконує Александра, що вони рівні суперники. Обоє вітають одне одного на уламках своїх машин.

## У ролях
- Гері Ґрегем — Ахілл
- Енн-Марі Джонсон — Афіна
- Пол Косло — Александр
- Роберт Семпсон — Комісар Джеймсон
- Денні Камекона — доктор Мацумото
- Гіларі Мейсон — Професор Лапласа
- Майкл Олдредж — Текс Конвей
- Джеффрі Комбс — перший пролетар
- Майкл Саад — дугий пролетар
- Йен Патрік Вільямс — Філіп
- Джейсон Мерсден — Томмі
- Керолін Парді-Гордон — Кейт
- Тім Л'юіс — Саргон
- Гері Г'юстон — спортивний коментатор
- Рассел Кейс — Геркулес
- Джефрі Коплстон — комісар конфедерації
- Джейкоб Вілер — перший технік
- Дель Рассел — другий технік
- Ларрі Долгін — головний суддя
- Харукіко Яманоуті — Тубі 1
- Алекс Вітале — Тубі 2
- Лука Емітренд — Тубі 3
- Девід Камерон — Аякс
- Дженей Річі — дитина
- Джилліан Гордон — дитина
- Сюзанна Гордон — дитина
- Вейн Брюер — вартовий ветеран
- Джон Шеннон — молодий вартовий
- Джеймс Семпсон — технік центра управління
- Стів Пелот — тренер
- Брюс МакГуайр — репортер 1
- Марк Деорія — репортер 2
- Клер Гардвік — репортер 3
- Маріса Менкінс — жінка технік
- Майкл Вермаатен — охоронець трибуналу
- Сун Йі Чао — охоронець центру управління
- Стюарт Гордон — бармен (в титрах не вказаний)
- Деніел Ледерман — Рободжокс (в титрах не вказаний)